# Žabalj
Žabalj (serbocroata cirílico: Жабаљ; húngaro: Zsablya; alemán: Josefsdorf) es un municipio y villa de Serbia perteneciente al distrito de Bačka del Sur de la provincia autónoma de Voivodina.
En 2011 su población era de 25 777 habitantes, de los cuales 9107 vivían en la villa y el resto en las 3 pedanías del municipio. La gran mayoría de los habitantes del municipio son serbios, con minorías de rusinos y gitanos.
Se ubica sobre la carretera 12, a medio camino entre Novi Sad y Zrenjanin.

## Historia
La primera mención del lugar en documentos data de 1514, cuando se menciona como una fortaleza en la que estuvo György Dózsa. Durante el período otomano fue una pequeña aldea habitada por serbios, que más tarde el Imperio Habsburgo incluyó en la Vojna Krajina. El asentamiento original fue destruido en 1784 por una crecida del río Tisza, junto al cual se ubicaba, por lo que en los años posteriores se refundó el actual Žabalj a 12 km de su ubicación original. Hasta la primera mitad del siglo XX vivían aquí importantes minorías de suabos del Danubio y magiares, pero en 1944 los partisanos yugoslavos asesinaron a casi todos los alemanes y magiares de Žabalj, después de que numerosos serbios murieran durante la invasión húngara. La información sobre estos crímenes contra la población civil fue censurada durante el período comunista tanto en Hungría como en Yugoslavia.

## Pedanías
- Gospođinci
- Đurđevo
- Čurug